# Президиум Народного собрания НРБ
Президиум Народного собрания Народной Республики Болгарии (болг. Президиум на Народното събрание на Народна република България, кратко Президиум НС НРБ (болг. Президиум НС НРБ)) — высший орган государственную власть в Народной Республики Болгарии в период с 9 декабря 1947 года по 18 мая 1971 года.

## Функции
Основной функцией Президиума являлось осуществление законодательной деятельности в период между сессиями Народного собрания. Он издавал акты, имевшие силу закона, которые затем должны были утверждаться Народным собранием на его ближайшей сессии; на практике это утверждение всегда проходило единогласно. Фактически Президиум, как и вся система государственной власти в НРБ, находился под полным контролем Болгарской коммунистической партии.
Согласно Димитровской конституции, заимствовавшей многие положения из Конституции СССР 1936 года, в НРБ не было единоличного главы государства. Большинство функций последнего осуществлялось постоянно действующим коллективным органом — Президиумом НРБ, избираемым Народным собранием из своего состава. Согласно Конституции, Председатель Президиума НРБ был для других членов президиума лишь первым среди равных, однако на практике ряд полномочий Президиума — таких, как приём иностранных послов, выполнялись Председателем единолично.
Влияние Председателя Президиума НС НРБ на государственные дела было ограниченным. В первые годы существования этого поста его занимали члены высшего руководства БКП, не занимавшие первых строчек в партийной иерархии. После смерти Сталина политическое значение этого поста возросло, но всё равно было гораздо меньшим, чем значение постов Председателя Совета Министров НРБ и Генерального секретаря ЦК БКП.
Кроме Председателя, в состав Президиума входило два заместителя председателя (болг. подпредседател, позже болг. зам.-председател), секретарь и рядовые члены. Как правило, посты заместителей председателя Президиума занимали руководители общественных организаций, таких как Болгарский земледельческий народный союз (вторая, после БКП, разрешённая партия в БНР) и профсоюзы. Секретарь Президиума занимался составлением документов, издаваемых от имени Президиума, и ставил на них свою подпись; как правило, на эту должность назначались профессиональные юристы.

## Состав[2]

### Состав I Президиума НС, избранного 9 декабря 1947 года
- Председатель Президиума НС НРБ: Минчо Нейчев[3].
- Заместители Председателя Президиума НС НРБ (2): Димитр Нейков[болг.], Кирилл Клисурский[болг.]; с 9 февраля 1948 — Пётр Попиванов[болг.][3].
- Члены Президиума НС НРБ (14): Анатас Мирчев[болг.], Георгий Цанков, Добри Бодуров[болг.], Екатерина Аврамова[болг.], Живко Живков, Иван Гутов[болг.], Иван Пашов, Иордан Иванов[болг.], Кристю Стойчев[болг.], Пеко Таков[болг.], Рачо Ангелов, Тодор Павлов, Христо Лилков[болг.]; до 2 февраля 1948 года — Пётр Попиванов[болг.]; с 9 февраля 1948 — Никола Иванов[3].
- Секретарь Президиума НС НРБ: до 11 февраля 1949 года — Йордан Чобанов[болг.]; с 11 февраля 1949 — Дамян Попхристов[болг.][3].

### Состав II Президиума НС, избранного 20 января 1950 года
- Председатель Президиума НС НРБ: Минчо Нейчев; c 27 мая 1950 года — Георгий Дамянов.
- Заместители Председателя Президиума НС НРБ (2): Кирилл Клисурский[болг.], Пеко Таков[болг.].
- Члены Президиума НС НРБ (12): Власи Власковский[болг.], Георгий Караславов, Георгий Костов, Георгий Кулишев[болг.], Георгий Добрев[болг.], Гочо Грозев[болг.], Иван Чонос[болг.], Николай Георгиев[болг.], Пенчо Костурков[болг.], Пётр Попиванов[болг.], Рачо Ангелов, Тодор Павлов.
- Секретарь Президиума НС НРБ: Минчо Минчев[болг.].

### Состав III Президиума НС, избранного 10 января 1954 года
- Председатель Президиума НС НРБ: Георгий Дамянов[4].
- Заместители Председателя Президиума НС НРБ (2): Кирилл Клисурский[болг.], Георгий Кулишев[болг.][4].
- Члены Президиума НС НРБ (18): Георгий Караславов, Георгий Костов, Георгий Кулишев[болг.], Георгий Наджаков, Димитр Памуков[болг.], Жечка Жечева[болг.], Иван Пашов, Илия Киряков[болг.], Йордан Гюлемезов[болг.], Крум Димитров[болг.], Пенчо Костурков[болг.], Раденко Видинский[болг.], Тодор Живков, Тодор Прахов[болг.], Тодор Тодоров[болг.], Христо Калайджиев[болг.]; до 2 ноября 1954 — Алексей Рафаилов[болг.], Димитр Димов[болг.] (с 1 января 1957 года (2-й срок))[4].
- Секретарь Президиума НС НРБ: Минчо Минчев[болг.][4].

### Состав IV Президиума НС, избранного 15 января 1958 года
- Председатель Президиума НС НРБ: до 28 ноября 1958 года — Георгий Дамянов; с 1 декабря 1958 — Димитр Ганев[5].
- Заместители Председателя Президиума НС НРБ (2): Георгий Кулишев[болг.], Николай Иванов[болг.][5].
- Члены Президиума НС НРБ (15): Алексей Рафаилов[болг.], Георгий Караславов, Гочо Грозев[болг.], Димитр Димов[болг.], Енчо Стайков[болг.], Йордан Гюлемезов[болг.], Крум Димитров[болг.], Никола Йорданов[болг.], Пенчо Костурков[болг.], Рада Балевска[болг.], Рада Тодорова[болг.], Тодор Живков, Тодор Прахов[болг.], Тодор Тодоров[болг.], Христо Калайджиев[болг.][5].
- Секретари Президиума НС НРБ: Тачо Даскалов[болг.][5].

### Состав V Президиума НС, избранного 17 марта 1962 года
- Председатель Президиума НС НРБ: до 20 апреля 1964 года — Димитр Ганев; с 23 апреля 1964 года — Георгий Трайков[6].
- Заместители Председателя Президиума НС НРБ (2): Георгий Кулишев[болг.], Николай Иванов[болг.][6].
- Члены Президиума НС НРБ (17): Алексей Рафаилов[болг.], Боян Болгаранов[болг.], Георгий Георгиев[болг.], Гочо Грозев[болг.], Димитр Димов[болг.], Енчо Стайков[болг.], Кимон Георгиев, Рада Балевска[болг.], Рада Тодорова[болг.], Ради Найденов, Тачо Даскалов[болг.], Тодор Павлов, Тодор Прахов[болг.], Тодор Тодоров[болг.]; до 20 ноября 1962 года — Тодор Живков; до 28 ноября 1962 года — Пенчо Костурков[болг.]; до 26 апреля 1964 года — Христо Калайджиев[болг.]; с 13 июня 1964 года — Кирилл Лазаров.
- Секретари Президиума НС НРБ: Апостол Колчев[болг.], Минчо Минчев[болг.][6].

### Состав VI Президиума НС, избранного 12 марта 1966 года
- Председатель Президиума НС НРБ: Георгий Трайков.
- Заместители Председателя Президиума НС НРБ (2): Данчо Димитров[болг.] (первый зам. председателя), Георгий Кулишев[болг.] (зам. председателя).
- Члены Президиума НС НРБ (): Алексей Рафаилов[болг.], Георгий Георгиев[болг.], Димитр Димов[болг.], Енчо Стайков[болг.], Кимон Георгиев, Николай Иванов[болг.], Рада Тодорова[болг.], Раденко Видински[болг.], Ради Найденов, Смирна Коритарова[болг.], Тодор Павлов, Тодор Прахов[болг.], Тодор Тодоров[болг.]; до 2 января 1967 года — Иван Кинов[болг.] ; с 16 июня 1967 года — Боян Болгаранов[болг.].
- Секретарь Президиума НС НРБ: Минчо Минчев[болг.]